# Autbert z Cambrai
Autbert z Cambrai, również Aubert (zm. ok. 668 lub 669 w Cambrai) – mnich w Luxeuil-les-Bains, siódmy biskup Cambrai i Arras, święty Kościoła katolickiego.
Był związany z królem Dagobertem I. W 663 roku Autbert objął biskupstwo w Cambrai. Z jego rąk welon zakonny przyjęła św. Waldetruda. W trakcie sprawowania przez niego urzędu rozpoczęto budowę benedyktyńskiego klasztoru św. Wedasta (zm. 540), pierwszego biskupa diecezji Arras i Cambrai. Autbert założył również kilka klasztorów we Flandrii i Hainaut.
Uczestniczył w translacji relikwii św. Furzeusza (zm. 648), misjonarza irlandzkiego.
Jest patronem piekarzy. Według legendy upiekł chleb dla głodnych mieszkańców.
Jego wspomnienie liturgiczne obchodzone jest 13 grudnia.